# Cers (vent)
Pour l’article homonyme, voir Cers .

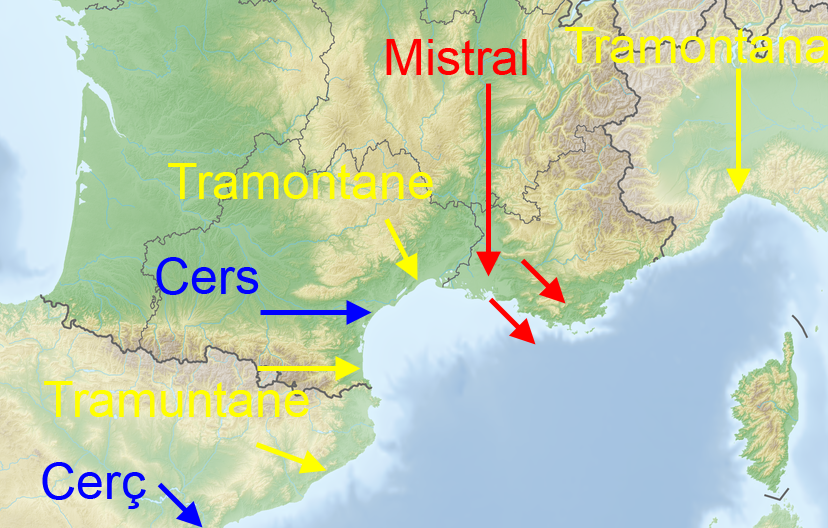
Carte des vents de la France méditerranéenne

Le cers (en catalan : el Cerç ; en occitan : lo Cèrç) est un vent venant du nord-ouest de Narbonne, parfois très violent, soufflant dans le Languedoc près de la côte méditerranéenne. Il est toujours sec, mais est froid en hiver et parfois très chaud en été. 
Dans les terres de l'ouest, à partir des îles charentaises, le cers devient la galerne.
Les Romains, découvrant le site de la future ville gallo-romaine de Narbonne, parlaient d'une ville vénéneuse quand le vent marin soufflait et favorisait le paludisme[réf. nécessaire], et d'une ville venteuse quand le cers soufflait et assainissait l'air. Ils ont fait du cers un dieu « Cersius ». En grec ancien, le mot Χῶρος désigne également le vent du Nord-Ouest.